# Distrito de Kankintú
Kankintú es uno de los distritos que componen la comarca indígena de Ngäbe-Buglé, en Panamá.

## Descripción
El distrito posee un área de 2420,40 km² y una población de 33.121 habitantes (censo de 2010), con una densidad demográfica de 8,13hab/km². Se encuentra situado en la vertiente atlántica de Panamá, limitando al Norte con la Laguna de Chiriquí, al este con el Distrito de Kusapin; al oeste con el Distrito de Jirondai; y al sur con los Distritos de Mironó, Nole Duima y de Müna.

## Organización
El distrito de Kankintú cuenta con los siguientes corregimientos:
- Bisira (cabecera de distrito)
- Kankintú (787 habitantes en 2008)
- Guoroní
- Mününí
- Piedra Roja
- Calante
- Tolote

## Equipamientos sociales
Posee una escuela infantil, (de 3 a 5 años), una escuela primaria (de 6 a 11 años) y un colegio (de 12 años en adelante). Aproximadamente 2000 alumnos pasan por sus aulas. Además, cuenta con un centro de salud. La Universidad de Panamá está realizando gestiones para establecer una extensión docente en Kankintú.

## Accesos
La única forma de acceder a Kankintú es a través del río Cricamola, al que se accede a través de la laguna de Chiriquí, en el mar Caribe. El viaje se realiza en cayuco desde el puerto más cercano, situado en Chiriquí Grande, y la travesía dura entre tres y cuatro horas.